# Tandridge (district)
Tandridge is een Engels district in het shire-graafschap (non-metropolitan county OF county) Surrey en telt 87.000 inwoners. De oppervlakte bedraagt 248 km². Hoofdplaats is Tandridge.
Van de bevolking is 16,8% ouder dan 65 jaar. De werkloosheid bedraagt 1,7% van de beroepsbevolking (cijfers volkstelling 2001).

## Civil parishesin district Tandridge
Bletchingley, Burstow, Caterham Valley, Caterham-on-the-Hill, Chaldon, Chelsham and Farleigh, Crowhurst, Dormansland, Felbridge, Godstone, Horne, Limpsfield, Lingfield, Nutfield, Outwood, Oxted, Tandridge, Tatsfield, Titsey, Warlingham, Whyteleafe, Woldingham.